# Pseudonortonia soror
Pseudonortonia soror är en stekelart som först beskrevs av Kohl 1907.  Pseudonortonia soror ingår i släktet Pseudonortonia och familjen Eumenidae. Inga underarter finns listade i Catalogue of Life.